# يقطين

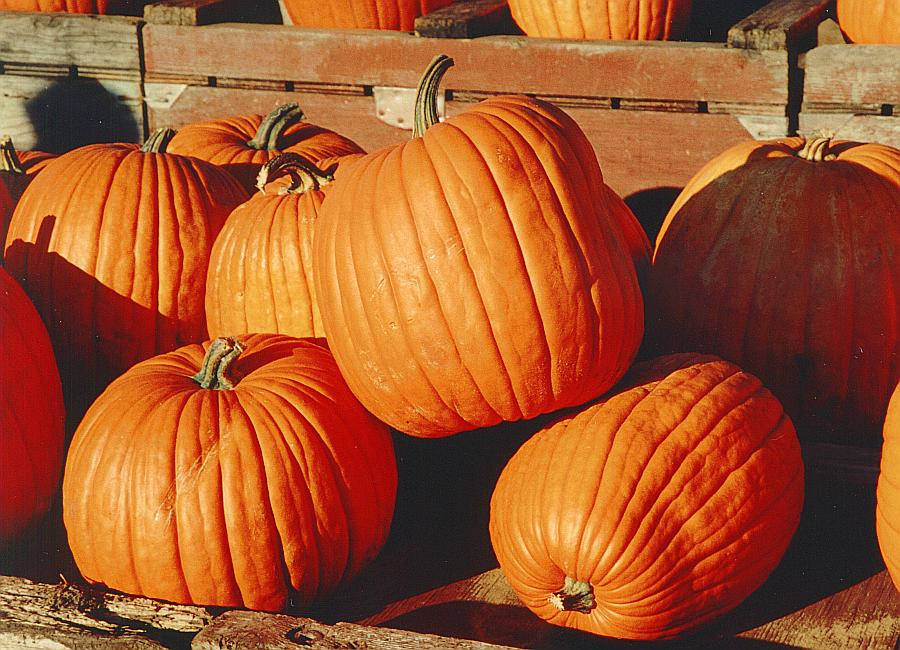
قرع كبير

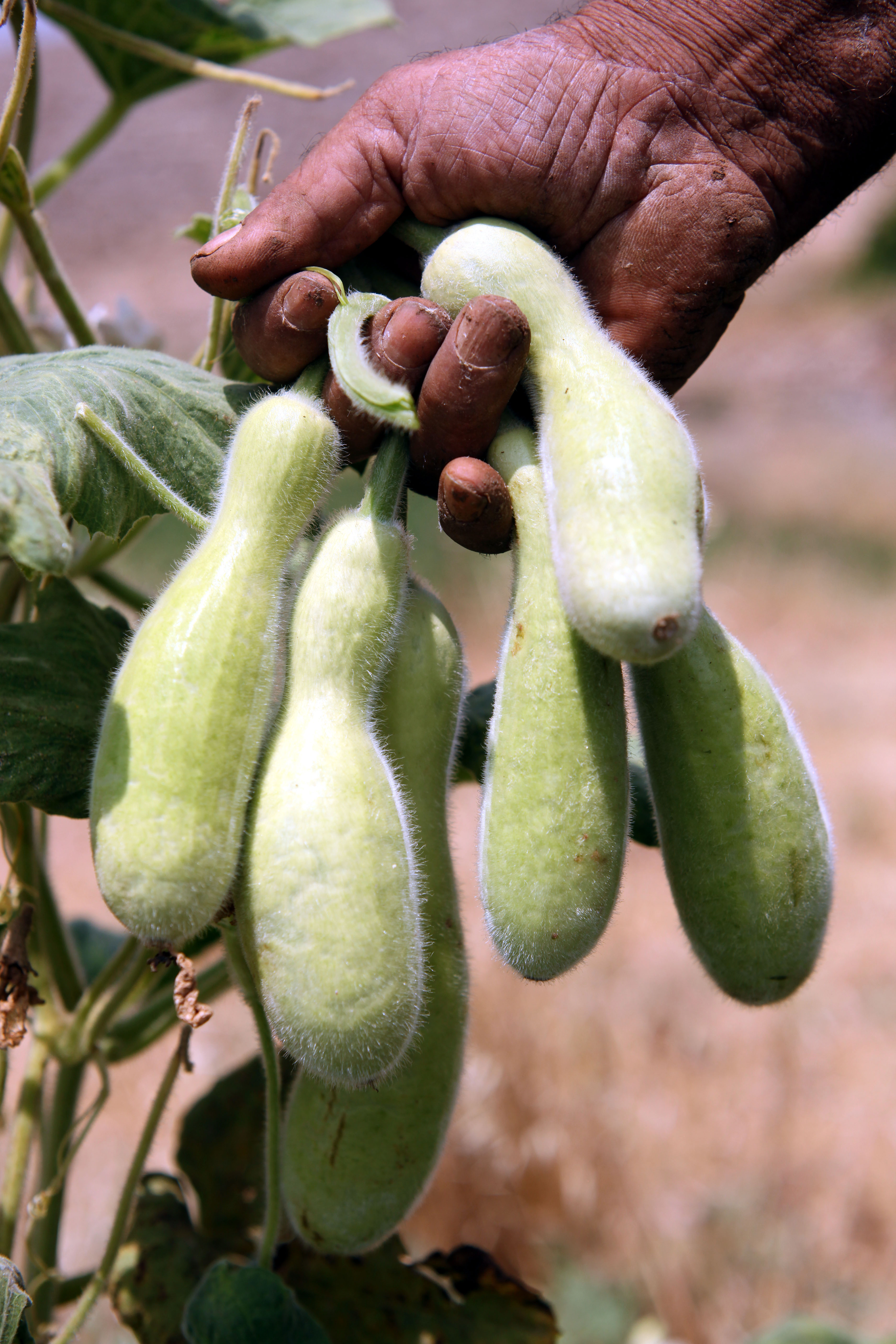
يقطين كوسى أخضر، في فلسطين.

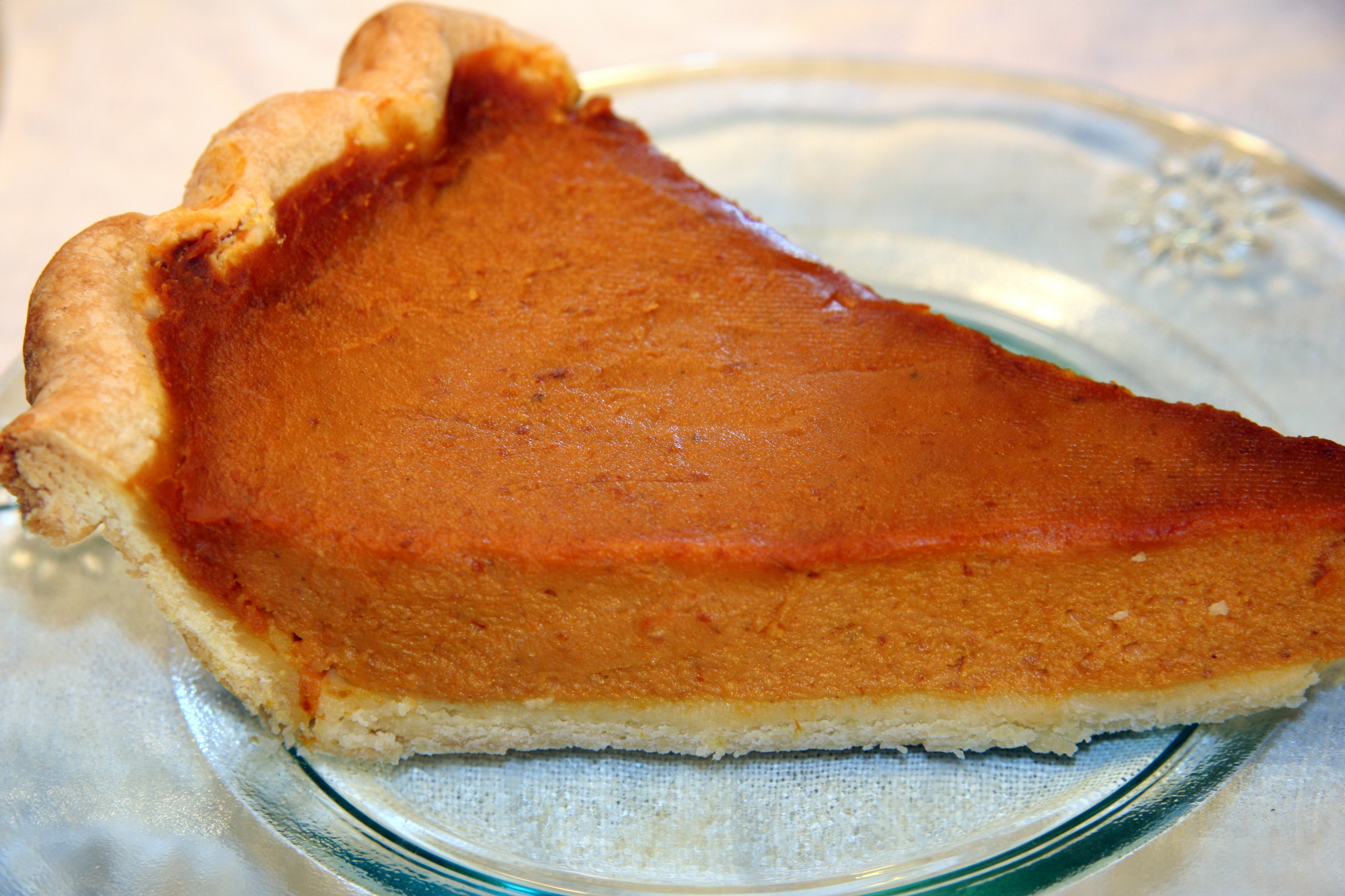
قطعة من فطيرة القرع

اليَقطِين أو قَرَع العسل صنف من النبات، أكثر أنواعه شيوعًا هو القَرَع البلدي (Cucurbita pepo)، دائري الشكل، ناعم الملمس، سلس، ومضلع قليلًا، يُراوِح لونه بين الأصفر الغامق واللون البرتقالي. قشرته سميكة تحتوي على البذور واللب. كما أن بعض الأصناف كبيرة بشكل استثنائي من الاسكواش ذات مظهر مماثل، تم اشتقاقها من القرع الكبير (Cucurbita maxima). هناك أصناف محددة من القرع الشتوي المستمدة من الأنواع الأخرى، بما في ذلك فطيرة اليقطين اليابانية، والقرع المسكي (C. moschata)، كما تسمى أحيانا «اليقطين». في نيوزيلندا واستراليا الإنجليزية، فإن مصطلح «اليقطين» يشير عادة إلى فئة الأكبر التي تسمى الاسكواش الشتائي في أماكن أخرى.
اليقطين، مثل القرع، وموطنه الأصلي في أمريكا الشمالية.
حسب أقدم الأدلة، بذور اليقطين ذات الصلة التي يرجع تاريخها بين 7000 و 5500 قبل الميلاد، وعثر عليها في المكسيك.
بعض أنواع القرع، تشترك في نفس التصنيفات النباتية كما اليقطين، وكثيرا ما تستخدم أسماء بالتبادل. ويعتمد تصنيف النباتات غالبا ما تستخدم على خصائص السيقان: سيقان اليقطين ثابتة وشائكة، ومنحرفة (بزاوية خمس درجات تقريبا) وأكثر جمودا من سيقان القرع، التي عادة ما تكون أكثر ليونة، أكثر تنوعا، وأكثر من ذلك حيث انضم لفئة الفاكهة.
اليقطين البلدي التقليدي (Cucurbita pepo) يزن عادة بين 6 و 18 باوند (2.7 و 8.2 كلغ)، على الرغم من أن أكبر أصناف اليقطين (من أنواع القرع ماكسيما (Cucurbita maxima)) تصل إلى أوزان أكثر من 75 باوند34 كلغ.
يستمد لون اليقطين من الأصباغ البرتقالية الوفيرة فيها.
المغذيات الرئيسية هي اللوتين وعلى حد سواء ألفا وبيتا كاروتين، وهذه الأخيرة التي تولد فيتامين A في الجسم.
مصطلح «اليقطين» كما ينطبق على القرع الشتوي له معاني مختلفة اعتمادا على وجود مجموعة متنوعة منه واستنادا على اللغة العامية. في العديد من المناطق، بما في ذلك أمريكا الشمالية والمملكة المتحدة، «اليقطين» يشير عادة إلى الأنواع المستديرة منها فقط، وإلى الأنواع البرتقالية اللون من القرع الشتوي، والمستمدة في الغالب من القرع بيبو، بينما في اللغة الإنجليزية الأسترالية، «اليقطين» يمكن أن يشير إلى القرع على أي مظهر كان.

## تركيبه
يتركب القرع من:
- قشره خارجيه
- ماء
- نشاء وسكر
- زيوت
- بروتين
- رماد
- صمغ لاذع
- يحتوي على الحديد والكالسيوم وفيتامين ألف

تشير الأبحاث الأولية إلى أن المواد الكيميائية النباتية الموجودة في اليقطين لها تأثير إيجابي على مستويات الأنسولين والجلوكوز في نماذج السكري في المختبر. اثنين من المركبات المعزولة من عجينة اليقطين تغذى يوميا إلى الجرذان المصابة بداء السكري أكثر من ستة أسابيع، تريغونيلين وحمض النيكوتينيك، وتسبب انخفاض كبير في جلوكوز الدم والكوليسترول والدهون الثلاثية، مما يدل على تحسن في حالة السكري.

## الاستخدامات

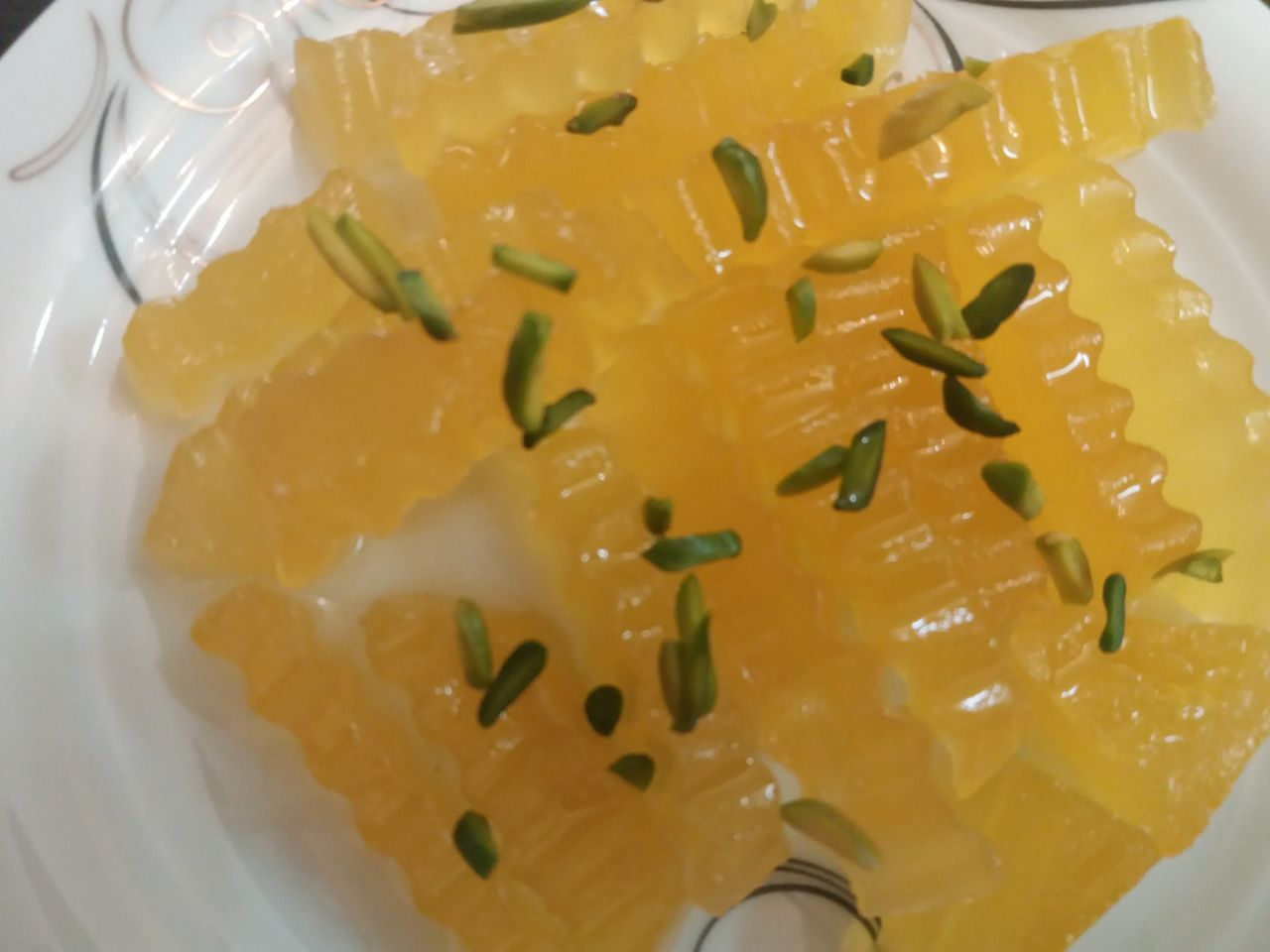
طبق من مربى اليقطين من تبريز، أذربيجان الإيرانية

### الطبخ
القرع متعددة جدا في استخداماته لأغراض الطهي. معظم أجزاء اليقطين صالحة للأكل، بما في ذلك قذيفة اللحمي، والبذور، والأوراق، وحتى الزهور. في الولايات المتحدة وكندا، اليقطين هو عيد جميع القديسين وعيد الشكر الأساسي الشعبي. القرع بوريه يتم تحضيره في بعض الأحيان وتجميده لاستخدامها لاحقا.
عندما تنضج، يمكن غلي اليقطين، خبزه، على البخار، أو بالمحمص. في تقريره أمريكا الشمالية الأصليين، هو جزء تقليدي مهم جدا من حصاد الخريف، ويؤكل مهروسا  ويستخدم في الحساء والأطعمة المهروسة. في كثير من الأحيان، يتم استخدامه كفطيرة، وأنواع مختلفة التي هي من دعائم التقليدية من عطلة عيد الشكر الكندية والأمريكية. في كندا، والمكسيك، والولايات المتحدة وأوروبا والصين، والبذور غالبا ما تكون محمصة وتؤكل كوجبة خفيفة.
يؤكل القرع الذي لا يزال صغيرا والأخضر بنفس الطريقة التي الاسكواش أو كوسة. في الشرق الأوسط، يستخدم اليقطين لأطباق الحلويات. ويسمى طعاما شهيا كحلوة معروفة. في بلدان جنوب آسيا مثل الهند ينضج اليقطين مع الزبدة والسكر والتوابل في طبق يسمى كادو كحلوى. يستخدم القرع لجعل سامبر في المطبخ أودوبي. في مقاطعة قوانغشى، الصين، تستهلك أوراق نبات اليقطين كما الخضار المطبوخة أو في الحساء. في أستراليا ونيوزيلندا، وغالبا ما تفحم اليقطين جنبا إلى جنب مع غيرها من الخضروات. في اليابان، ويتم تقديم اليقطين في أطباق صغيرة لذيذة، بما في ذلك تمبورا. في ميانمار، وتستخدم اليقطين في كل من الطبخ والحلويات (ملبس). البذور هي بديلا شعبيا عن بذور عباد الشمس. في تايلاند، على البخار يوضع الكسترد داخل القرع الصغير بمثابة الحلوى. في فيتنام، يتم طهي القرع عادة في الحساء مع لحم الخنزير أو الروبيان. في إيطاليا، ويمكن استخدامها مع الجبن كحشو لذيذا لالرافيولي. أيضا، اليقطين يمكن أن تستخدم لنكهة على حد سواء مع المشروبات الكحولية وغير الكحولية.
في جنوب غرب الولايات المتحدة والمكسيك واليقطين والاسكواش الزهور هي شعبية ومتاحة على نطاق واسع كمادة غذائية. أنها يمكن أن تستخدم لتزيين الأطباق، وأنها قد تكون المجروفة في الخليط ثم تقلى في الزيت. أوراق اليقطين هي الخضار الشعبية في المناطق الغربية والوسطى من كينيا؛ ما يطلق عليه سيفيف، وهي عنصر من موكيمو،  على التوالي، في حين أن اليقطين نفسه يستخدم عادة المغلي أو على البخار. بذوره الشعبية تمشوى في مقلاة للأطفال قبل تناول الطعام لهم.
البعض من اليقطين يعرف تقليديا، قد تحتوي المعلبة تجاريا «اليقطين» هريس اليقطين وحشوات فطيرة القرع الشتوي، مثل الجوز الاسكواش، أما في نجد فيترك القرع حتى ييبس، ويؤخذ ما في وسطه، ويستعمل كوعاء من خلال ربط ما حوله بحبل، ويعلق على الجدار، وذلك لحفظ السمن، ونحوه من الأدهان، كما يستعمل أيضاً لحفظ بعض السوائل، مثل: الخل

### البذور
بذور اليقطين، والمعروف أيضا باسم pepitas، صغيرة، شقة، خضراء، صالحة للأكل. وتغطي معظم بذور اليقطين قشر ابيض، على الرغم من أن بعض أصناف اليقطين تنتج بذورا بدونها. بذور اليقطين وجبة شعبية خفيفة التي يمكن العثور عليها مقشرة أو شبه مقشرة في معظم محلات البقالة. ومع ذلك، يتم عادة تحميص بذور اليقطين (ما حصد من جاك-س-الفوانيس) وهو علاج هالوين له شعبية. للأونصة، بذور اليقطين مصدر جيد للبروتين، والمغنيسيوم والنحاس والزنك.

### زيت بذور القرع
زيت بذور اليقطين هو سميك، الأخضر والأحمر  الزيت الذي يتم انتاجه من بذور اليقطين المحمص. عندما تستخدم لأغراض الطهي أو بوصفها مع السلطات، وزيت بذور اليقطين يخلط عادة مع غيرها من الزيوت بسبب نكهته قوية. المستخدمة في الطبخ في وسط وشرق أوروبا، يعتبر طعاما شهيا في المأكولات المحلية التقليدية مثل الشوربة، سلطة البطاطا أو حتى الآيس كريم الفانيليا. يحتوي زيت بذور اليقطين على الأحماض الدهنية، مثل حمض الأوليك وحمض الفا لينوليك.

### الأجزاء المستعملة فيه
الأجزاء المستعملة في القرع هي: الثمرة والبذرة.

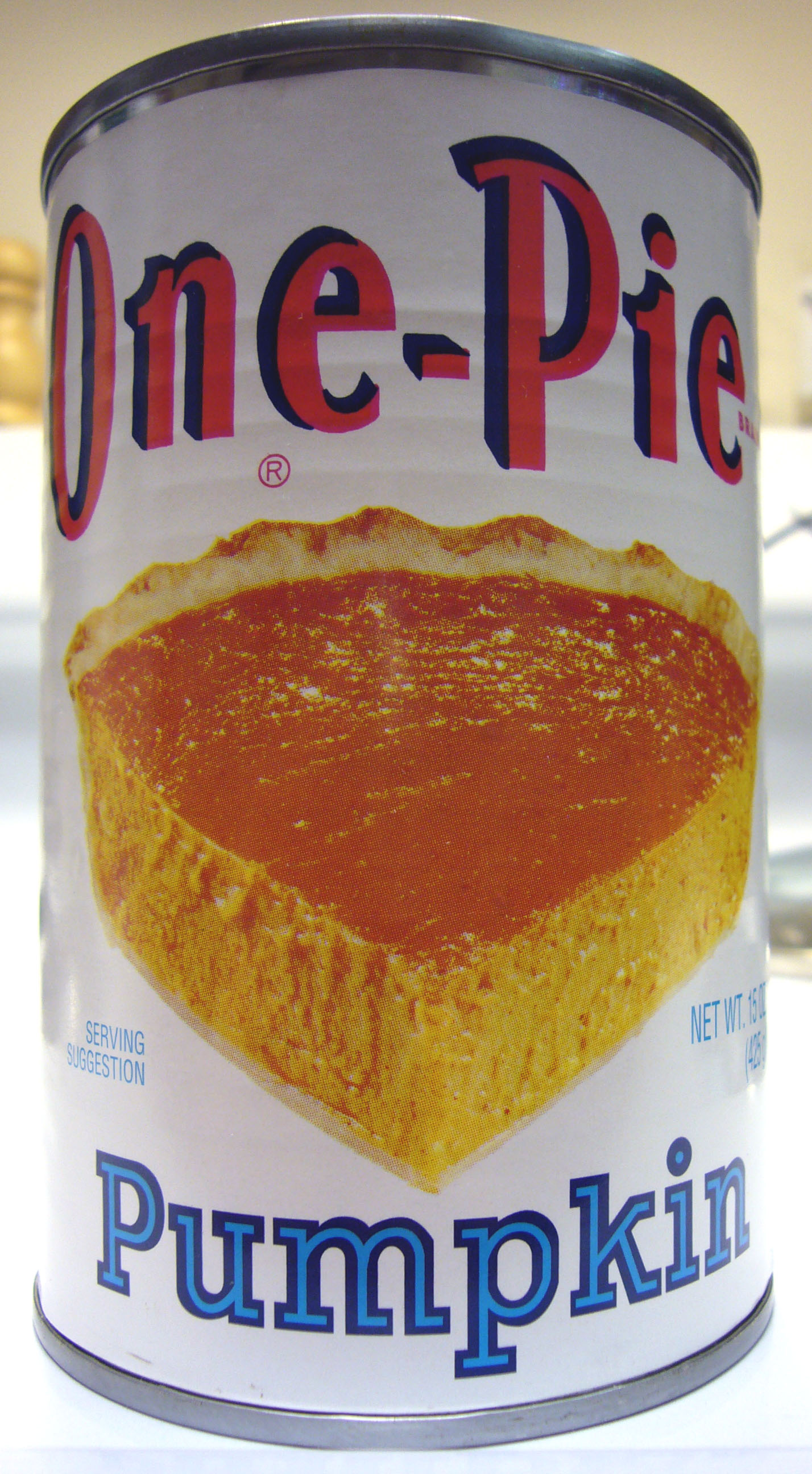
علبة قرع عسلي مخلي، يستخدم غالباً كمكون أساسي لفطيرة القرع

### الاستخدامات الأخرى
وغالبا ما يوصى اليقطين المعلب من قبل الأطباء البيطريين كمكمل غذائي للكلاب والقطط التي تعاني من بعض امراض الجهاز الهضمي مثل الإمساك، والإسهال، أو hairballs. المحتوى العالي من الألياف يساعد على الهضم السليم.
ويمكن تغذية اليقطين الخام للدواجن، كتكملة لتغذية منتظمة، خلال فصل الشتاء للمساعدة في الحفاظ على إنتاج البيض، الذي يقل عادة خلال الأشهر الباردة.
تبقى الآثار البيولوجية المحتملة للمواد الكيميائية النباتية في اليقطين والمواد المغذية قيد البحث الأولي.

## الفلكلور
لثمار القرع فوائد غير تلك المعروفة كوجبة للطعام، إذ يستخدم لحاؤها كإناء للطعام أو الشراب أو لحفظ الحبوب. كما يحول فنانون تشكيليون ثمار القرع إلى تحف فنية وأشكال تراثية.

## الجوانب الثقافية

### الفولكلور والخيال
يبدو أن هناك صلة قوية في الفولكلور والثقافة الشعبية بين القرع وخارق. ومن الأمثلة الشهيرة ما يلي:

#### فلكلور
عزر شائعا من الناس التي تحولت إلى القرع من قبل السحرة.
جاك-س-فانوس المخصصة التي نوقشت أعلاه، الذي يربط هالوين تقاليد حول درء الشياطين.

#### الخيال
• في حكاية شعبية سندريلا، والعرابة جنية تتحول اليقطين إلى عربة، ولكن في منتصف الليل فإنه يعود إلى اليقطين.
• اعتقاد لينوس "في القرعة الكبرى في الفول السوداني فكاهية تشارلز M. شولتز.
• عصير من اليقطين له تأثيرات سحرية في القصة القصيرة «عصير القرع» من قبل RL ستاين.
• في روايات هاري بوتر، عصير القرع، وشرب من طلاب مدرسة Hogwart للسحر والشعوذة المفضل، هو عنصر متكرر.
• اليقطين التي اطلقها «مقطوع الرأس فارس» في واشنطن ايرفينغ أسطورة سليبي هولو.
• جلب جاك Pumpkinhead ، شخصية في الكتب عوز من L. فرانك باوم، مع اليقطين لرأس على جسم خشبي، في الحياة في الكتاب الثاني.
• وفي تيم بيرتون كابوس قبل عيد الميلاد، الشخصية الرئيسية، جاك Skellington، هو «القرع الملك.»
• Ramotswe الثمينة، المخبر الخيالي من بوتسوانا في وكالة المباحث سلسلة السيدات رقم 1 "من الروايات التي كتبها الكاتب الإسكتلندي الكسندر ماكول سميث، وغالبا ما تطبخ ويأكل القرع.
• في القصة القصيرة التي كتبها ناثانيال هوثورن، Feathertop من 1852، ساحرة يتحول فزاعة مع "pumpkinhead" إلى رجل.

## الأنشطة التي تشمل اليقطين

### الهالوين
نحتت اليقطين عادة إلى الفوانيس المزخرفة تدعى جاك الفوانيس لموسم عيد الهالوين في أمريكا الشمالية. في جميع أنحاء بريطانيا وأيرلندا، هناك تقليد طويل من نحت الفوانيس من الخضار، لا سيما اللفت، mangelwurzel، أو السويدي. ممارسة نحت القرع لجميع القديسين نشأت من أسطورة الأيرلندية عن اسم الرجل «بخيل جاك .»[12] وقد جرت العادة على استخدام اللفت في ايرلندا واسكتلندا في عيد الهالوين،  ولكن المهاجرين إلى أمريكا الشمالية استخدموا اليقطين الأصلي، وكلاهما متاح بسهولة وأكبر من ذلك بكثير - مما يجعلها أسهل للنحت من اللفت، لم يكن حتى 1837، لم تظهر جاك فانوس كمصطلح لفانوس النباتية المنحوتة،  ويتم تسجيل جمعية فانوس اليقطين المنحوتة مع هالوين في عام 1899.
في الولايات المتحدة، ارتبط اليقطين المنحوت أولا مع موسم الحصاد في عام، قبل وقت طويل أصبح رمزا للهالوين. وفي عام 1900، اوصت مقالة عن جاك فانوس لعيد الهالوين كجزء من الاحتفالات التي تشجع الأطفال والأسر للانضمام معا لعمل جاك فانوس خاص بهم. 42]

### رمي اليقطين
اليقطين شونكينغ هو النشاط التنافسي الذي فرق بناء مختلف الأجهزة الميكانيكية المصممة لرمي اليقطين قدر الإمكان. المقاليع، trebuchets، ballistas وخراطيم الهواء هي الآليات الأكثر شيوعا. بعض chunkers اليقطين تولد وتنمو أنواع خاصة من اليقطين في ظل الظروف المتخصصة لتحسين فرص رمي اليقطين.

### المهرجانات ومسابقات اليقطين
اليقطين العملاقة هو البرتقال العملاق من الاسكواش العملاقة، القرع ماكسيما. مزارعي هذه «القرع» غالبا ما يتنافسون لمعرفة من القرع هي الأكثر حجما. وغالبا ما كرس المهرجانات إلى اليقطين وهذه المسابقات.
مدن ولاية أوهايو بارنسفيل وسيركلفيل تعمل على عقد المهرجان في كل عام، ومهرجان القرع بارنسفيل وسيركلفيل يتم مشاهدته على التوالي. بلدة هاف مون باي، كاليفورنيا، يحمل فن السنوي ومهرجان القرع، رسم أكثر من 250,000 زائر سنويا وبما في ذلك بطل العالم القرع وبطل العالم في رفع أثقال اليقطين.
المزارعون من جميع أنحاء الولايات المتحدة يتنافسون لتحديد من يمكن أن تنمو أثقل اليقطين. اليقطين الفائز يتصدر بانتظام المقياس في بأكثر من 1500 باوند (رطل) . ليوناردو الأورينا، من نابا، كاليفورنيا، نمت الفائز في 2011 (weigh-off) مع 1704 باوند (lbs) الأطلسي العملاق، رقما قياسيا جديدا في ولاية كاليفورنيا. "2011 Results - The Safeway World Championship Pumpkin Weigh-Off". Miramarevents.com. Retrieved 2011-11-25. تم كسر الرقم القياسي لأثقل اليقطين في العالم 30 سبتمبر 2012، في معرض توبسفيلد في ولاية ماساشوستس. رون والاس من غرين، رود آيلاند، دخلت اليقطين وزنها 2009 lbs. وقبل أيام قليلة في 27 سبتمبر، اليقطين نما بنسبة مع ستيف جيديس من بوسكاوين، نيو هامبشاير، يوزن في 1,843.5 باوند رطل في معرض ديرفيلد في نيو هامبشاير.
عقد الرقم القياسي العالمي لخمسة أيام فقط. قبل ذلك، كان غينيس للأرقام القياسية أثقل اليقطين في العالم مجموعة في عام 2010 من قبل كريس ستيفنز، في وزنها 1810 باوند (رطل)، 8 أونصات، في ستيلووتر حصاد مهرجان في ستيلووتر، مينيسوتا. بلدة مورتون، إلينوي، ل المعلنة اليقطين عاصمة العالم،  وقد عقد مهرجان القرع منذ عام 1966. المدينة، حيث يقع مصنع اليقطين التعبئة نستله (وحيث تتم معالجة 90٪ من اليقطين المعلب الذي يؤكل في الولايات المتحدة)، الذي عقد لعدة سنوات وهو رقم قياسي لعدد من اليقطين المنحوتة ومضاءة في مكان واحد، قبل خسارته أمام بوسطن، ماساشوستس، في 2006. ومساهما كبيرا من القرع لكين القرع مهرجان في نيو هامبشاير هي كلية ولاية كين المحلية، الذي يستضيف الحدث القرع تسمى عملية جراحية دقيقة في باحة الكلية الرئيسية. تعقد عادة قبل يوم من المهرجان نفسه، القرع عملية جراحية دقيقة لديه الهواء من حزب كبير، مع المدرسة التي توفر القرع ونحت الأدوات على حد سواء (على الرغم من بعض الطلاب يفضلون استخدام بأنفسهم) والموسيقى التي تقدمها الكلية محطة إذاعية WKNH.
سويسرا أكبر عقد مهرجان اليقطين التي كتبها Jucker مزرعة في سبتمبر وأكتوبر، وادعى سجل الدولي الجديد اليقطين الترجيح 953.5 كجم (2102 باوند)رطل

## شوربة اليقطين
تحضّر شوربة اليقطين من مكعبات اليقطين، البصل، الطماطم، الكزبرة، بزر دوار الشمس، البقدونس، مرق الدجاج، الفلفل الأسود والملح.

## وصلات خارجية
- معلومات غذائية عن اليقطين